# Mission Viejo
Mission Viejo város az USA Kalifornia államában, Orange megyében. Lakosainak száma 93 653 fő (2020. április 1.).

## Népesség
A település népességének változása:

| 2010 | 93 305 |
| 2020 | 93 653 |